# محمد بن عبد الله الرمضان
محمد بن عبد الله بن حسن الرَّمضان (1732 - 1825 م) (1145 - 1240 هـ) فقيه جعفري وشاعر أحسائي من أهل القرن الثاني عشر الهجري/الثامن عشر الميلادي. ولد في مدينة الهفوف بالأحساء. تلقى العلوم العربية والفقهية والشريعة فيها على والده، ثم رحل إلى مدينة النجف لمواصلة دراسته وسكنها مدة عشرين عامًا ما بين 1757 و 1776 وكان أبرز أساتذته محمد مهدي النراقي، فأصبح مجتهدًا في الفقه الجعفري الإثنا عشري، ثم عاد إلى الأحساء. عمل عالمًا ومرشدًا بمسقط رأسه، حيث كان إمامًا للجماعة في أحد مساجدها ومدرسًا لطلبة. انتقل إلى البحرين في حدود 1796 واستقر في قرية سلماباد واستمر مرشدًا وإمامًا للجماعة حتى وفاته بها. له قصيدة نونية مطولة عنوانها خير الوصية.

## سيرته
هو محمد بن عبد الله بن حسن بن علي بن عبد النبي آل الشيخ رمضان الخزاعي الأحسائي البحراني. 

ولد في مدينة‌ الهفوف بالأحساء حدود سنة 1145 هـ/ 1732 م وبها نشأ على والده العالم وبدأ تعليمه في الأحساء عليه فقرأ القران وتعلم عنده الكتابة ثم تدرّج فدرس عنده أيضًا علوم اللغة العربية ومبادئ الفقه والأصول. 

ثم هاجر إلى النجف لمواصلة دروسه فحضر لدى عدد من العلماء والأساتذة وكان أبرز أساتذته محمد مهدي النراقي. وكان يلازمه مدة طويلة. يبدو أن مدة الدراسة هذه كانت ما بين 1170 هـ/ 1757 م - 1190 هـ/ 1776 م.

ثم عاد إلى وطنه الأحساء واستقرّ فيها بمسقط رأسه الهفوف. وكانت محلة الكوت مقرّه. ومكث في الأحساء إمامًا وزعيمًا دينيًا لطائفته حوالي عشرين عامًا. وكان يقوم بالتدريس وإمامة الجماعة.

ثم هاجر إلى بلاد البحرين وسكن بقرية سلماباد في حدود 1210 هـ/ 1796 م وتزوج بها من أسرة آل بو عبّود وكان يقوم فيها بواجبه من الإرشاد والتعليم وإمامة الجماعة حتى وفاته. 

توفي في قرية سلماباد بالبحرين سنة 1240 هـ/ 1825 م. خلف أربعة أبناء هم علي وعبد الله وأحمد ورمضان.

## شعره
ضاع معظم شعره. ذكره عبد العزيز البابطين في معجمه وقال عنه «جل شعره لم يبارح إسداء النصيحة، والتوجيه الديني الأخلاقي. خاصة في منظومته خير الوصية التي يحض من خلالها على العديد من المستحبات والآداب، كالحث على صلاة الجماعة، وطلب العلم، وصلة الأرحام، والصبر على المصيبة، وذكر الموت، وما إلى ذلك. يميل إلى الحكمة واستخلاص العبر ممن مضوا، وله في المطارحات الشعرية الإخوانية التي تنبني على طرح الأسئلة، والإجابة عليها بالطريقة نفسها. كما كتب الأراجيز والألغاز العلمية. لغته مباشرة، تفتقر إلى عنصر الخيال. ويتميز بطول نفسه الشعري.»

## مؤلفاته
- خير الوصية : وهي قصيدة نونية طويلة تبلغ 220 بيتًا، كتبها وصية لابنه علي وسائر ولده، واشتملت على معظم الواجبات والمستحبات وسائر التعاليم الإسلامية.
- ديوان شعر، لم يبق منه الا بعضه عند أحفاده